# Бруксвил (Кентаки)
Бруксвил (енгл. Brooksville) град је у америчкој савезној држави Кентаки.

## Демографија
По попису из 2010. године број становника је 642, што је 53 (9,0%) становника више него 2000. године.
| Група             | 2000.       | 2010.       |
| Белци             | 582 (98,8%) | 628 (97,8%) |
| Афроамериканци    | 1 (0,2%)    | 1 (0,2%)    |
| Азијати           | 0 (0,0%)    | 0 (0,0%)    |
| Хиспаноамериканци | 6 (1,0%)    | 9 (1,4%)    |
| Укупно            | 589         | 642         |